# رامون فرناندو غارسيا
رامون فرناندو غارسيا (بالإسبانية: Ramón Fernando García)‏ هو دراج كولومبي، ولد في 15 مارس 1972.

## وصلات خارجية
- رامون فرناندو غارسيا على موقع أرشيف الدراجات (الإنجليزية)